# Älleköpingestenen
DR EM85;377 är en vikingatida ( 900-tal eller början av 1000-talet) runsten av granit hittad vid Älleköpinges kyrka, i nuvarande Åhus socken och Kristianstads kommun. Runstenen upptäcktes i juli 1965 vid en utgrävning av Älleköpings kyrka. Stenen hade legat som grundsten i kyrkans södra mur.

## Fyndplats för runsten
År 1965 företogs en undersökning av kyrkgrunden av L. Cnattingius. Stenen påträffades sekundärt använd som sockel. Runstenen var 3 meter lång, inskriften tolkades då som: "Blek ristade till minnet av Skrut denna sten". Förutom denna undersökning har ruinen undersökts av läroverksläraren Abraham Ahlén en del år före 1910. Stenen är av rödgrå granit och finns nu efter restaurering av Kristianstads museum framför rådhuset vid torget i Åhus. Stenen mäter 319 cm * 104 * 50 cm.

## Inskriften
Translitterering av runraden:
bilik͡r raisti af- skrauta st(a)in þina
Normalisering till äldre fornsvenska:
Billingʀ ræisti af[t] Skrauta stæin þænna.
Översättning till nusvenska:
Billing reste efter Skröte denna sten.

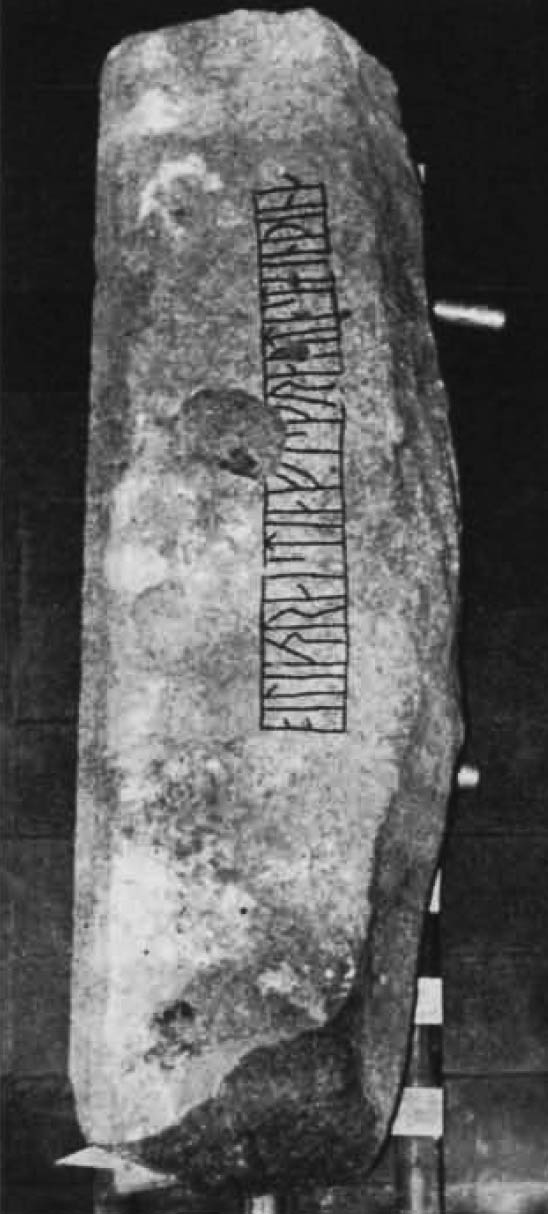
Runsten med runinskrift DR EM85;377

Trots sin korthet är inskriften av stort värde. De båda mansnamnen, Billingʀ och Skrauti, har före detta fynd aldrig belagts i någon runinskrift. Runorna står i en lodrät rad begränsad av ramlinjer, ingen utsmyckning. Av runografisk synpunkt är stenen av intresse p.g.a. ristaren använder både normal och kortkvistrunor. Runorna har en höjd på 18-22 cm (utom kortrunorna som mäter 9-10 cm).